# علاء الدين كوكش
علاء الدين كوكش (1942 - 6 ديسمبر 2020) كاتب ومخرج تلفزي ومسرحي سوري، كتب القصة القصيرة والمسرحية والسيناريو التلفزي. زوجته الفنانة السورية ملك سكَّر، وابنته الممثلة والمعارضة السورية سمر كوكش.

## دراسته
ولد علاء الدين كوكش في حيِّ القيمرية بدمشق عام 1942، درس في قسم الدراسات الاجتماعية والفلسفية بجامعة دمشق في مطلع الستينيات، وفي المرحلة نفسها اجتذبه التلفزيون في سوريا فالتحق به للعمل منذ الأعوام الأولى لانطلاقته، ثم أوفد إلى ألمانيا الديمقراطية، حيث اتبع دورة في الإخراج التلفزيوني عام 1966.

## تلفزيون
أخرج في مسيرته الفنية التي تمتد لأكثر من أربعين عامًا، أكثر من ثلاثين مسلسلًا تلفزيونيًّا صُوِّرت بين تلفزيونات دمشق ودبي وصنعاء وعمَّان وقطر أهمها:
- مذكرات حرامي 1969
- حارة القصر 1970
- أولاد بلدي 1972
- أسعد الوراق 1975
- راس غليص 1976
- ساري
- سيرة بني هلال 1978– 1979
- وضاح اليمن 1980
- تجارب عائلية 1981
- سيف الدحيلان 1982
- بيوت في مكة 1983
- حصاد السنين 1985
- الذئاب 1989
- أبو كامل 1990 – 1993
- أمانة في أعناقكم 1998
- حي المزار 1999
- الرجل سين 1999
- حكايا الليل والنهار 2006

### وكتب وأخرج
- ثلاثة أفلام تلفزيونية تحت عنوان: لا، لن ترحل، القلب يحكم أحيانًا، عام 1994.
- مسلسل أهل الراية الجزء الأول 2008.
- مسلسل رجال العز 2011.

## المسرح
أخرج عددًا من الأعمال المسرحية، أشهرها: 
- الفيل يا ملك الزمان، تأليف سعد الله ونوس 1969.
- حفلة سَمَر من أجل 5 حَزِيران، تأليف سعد الله ونوس لبنان 1970، دمشق 1971.
- لا تسامحونا، بالاشتراك مع فيصل الياسري، دمشق 1972.
- الطريق إلى مأرِب، تأليف محمد الشرفي، اليمن 1976.

## كتاباته
كتب المسرحية والقصة القصيرة منذ عام (1988) وقد نشر مسرحياته وقصصه في مجلات (الناقد) المحتجبة (سطور) الثقافية الشهرية التي تصدر من مصر، (كتابات معاصرة) الفصلية التي تصدر في بيروت، (المعرفة) الثقافية الشهرية التي تصدر من دمشق، (جريدة الفنون) الكويتية، ومجلة (الآداب) الشهرية التي تصدر في بيروت.
أصدر مجموعة من مسرحياته المنشورة في كتاب (مسرحيات ضاحكة) دار إسكندرون- دمشق 2002.
كما أصدر مجموعة تضم بعضَ قصصه القصيرة في كتاب (إنهم ينتظرون موتك) دار الرائي- دمشق 2006.
اختير عضوَ لجنة تحكيم مهرجان القاهرة الدَّولي للإذاعة والتلفزيون للأعوام 1995-1996-1997-1998-1999 2000. ثم أصدر كتابه (السفر عيدًا) عن رحلته إلى تايلاند وماليزيا . ثم رواية (النخوم) المركز الثقافي العربي بيروت- الدار البيضاء.

## جوائزه
حاز شهادة تقدير من مهرجان دمشق السينمائي التاسع عن دوره التمثيلي في فيلم (المتبقي) للمخرج الإيراني سيف الله داد، الذي صُوِّر في سورية عام 1995.

## حياته
أسس علاء الدين كوكش أسرة فنية، حين ارتبط بالفنانة الراحلة ملك سكر، التي شكَّل معها ثنائيًّا فنيًّا في مسلسلات التلفزيون، وله منها، ابنته سمر كوكش التي درست التمثيل في المعهد العالي للفنون المسرحية بدمشق، ثم تابعت نشاطها الفني ممثلةً في المسرح والتلفزيون والدوبلاج. أما شقيقه رشاد كوكش فقد درس التمثيل في المعهد المسرحي ثم تحوَّل لممارسة الإخراج، في حين أن شقيقه أسامة كوكش يعمل مهندسَ إضاءة في التلفزيون السوري، ويمارس مهنته الفنية في العديد من المسلسلات التلفزيونية.

## وفاته
توفي في مدينة دمشق، يوم الأحد 21 ربيع الآخر 1442هـ الموافق 6 ديسمبر 2020م، عن عمر ناهز 78 سنة.

## وصلة خارجية
- علاء الدين كوكش على قاعدة بيانات الأفلام العربية.